# Rakaposhi-Haramosh-Berge
Die Rakaposhi-Haramosh-Berge sind ein Gebirgszug im Karakorum in der pakistanischen Region Gilgit-Baltistan. Sie gehören nicht zum Hauptkamm des Karakorums – den Muztagh-Ketten –, sondern zählen zum sogenannten kleinen Karakorum. Nordwestlicher Eckpfeiler ist der 7788 m hohe Rakaposhi, gleichzeitig der höchste Berg des Gebirgszugs. Nach Osten folgen Diran und Malubiting, südlich davon liegt der Haramosh.
Die Rakaposhi-Haramosh-Berge werden im Süden durch den Indus begrenzt, im Westen durch die Flüsse Gilgit und Hunza und im Nordwesten durch den Hispar-Fluss, der am Hispar-Gletscher entspringt. Nördlich des Malubiting schließt sich der Zug der Spantik-Sosbun-Berge an, zwischen Spantik und Malubiting entspringt der Chogo-Lungma-Gletscher, der nach Osten fließt und die nördliche Grenze fortsetzt. Das Gebirge „verflacht“ (die Berge erreichen nicht mehr die 6000-Meter-Marke) zunehmend Richtung Osten, wo es vom Shigar-Fluss begrenzt wird.

## Berge
Diese Liste führt alle Berge und Gipfel der Rakaposhi-Haramosh-Berge auf, die höher als 6750 Meter sind und die eine Mindestschartenhöhe von 150 Metern aufweisen.

### Liste
| Rang | im Karakorum | in Asien | Berg/Gipfel        | Höhe   | Schartenhöhe | Bezug      |
| ---- | ------------ | -------- | ------------------ | ------ | ------------ | ---------- |
| 1.   | 10.          | 26.      | Rakaposhi          | 7788 m | 2818 m       | K2         |
| 2.   | 24.          | 57.      | Malubiting         | 7453 m | 2193 m       | Rakaposhi  |
| 3.   | 29.          | 65.      | Haramosh           | 7406 m | 2286 m       | Rakaposhi  |
| 4.   | 42.          | 90.      | Diran              | 7266 m | 1329 m       | Malubiting |
| 5.   |              | 174.     | Laila              | 6986 m | 1361 m       | Malubiting |
| 6.   |              | NG       | Malubiting Südost  | 6970 m | 254 m        | Malubiting |
| 7.   |              | NG       | Malubiting Nordost | 6843 m | 193 m        | Malubiting |
| 8.   |              | 270.     | Miar Chhish        | 6824 m | 724 m        | Malubiting |
| 9.   |              | NG       | Juto Sar           | 6785 m | 265 m        | Malubiting |
| 10.  |              | NG       | Laila West         | 6770 m | 230 m        | Laila      |

### Legende
- Rang: Rang, den der Berg oder Gipfel in den Rakaposhi-Haramosh-Bergen einnimmt.
- im Karakorum: Rang, den der Berg im Karakorum einnimmt (ohne Nebengipfel).
- in Asien: Rang, den der Berg in Asien einnimmt (ohne Nebengipfel).
- Berg/Gipfel: Name des Berges oder Nebengipfel (Nebengipfel sind kursiv gesetzt).
- Höhe: Höhe des Berges in Metern.
- Schartenhöhe: Höhendifferenz bis zur nächsten Einschartung von der aus ein höherer Berg erreicht werden kann.
- Bezug: Bezugsberg (Parent Mountain) für die Schartenhöhe. In allen hier vorliegenden Fällen ist der Bezugsberg Prominence Master und Island Parent zugleich.

### Weitere bekannte Berge

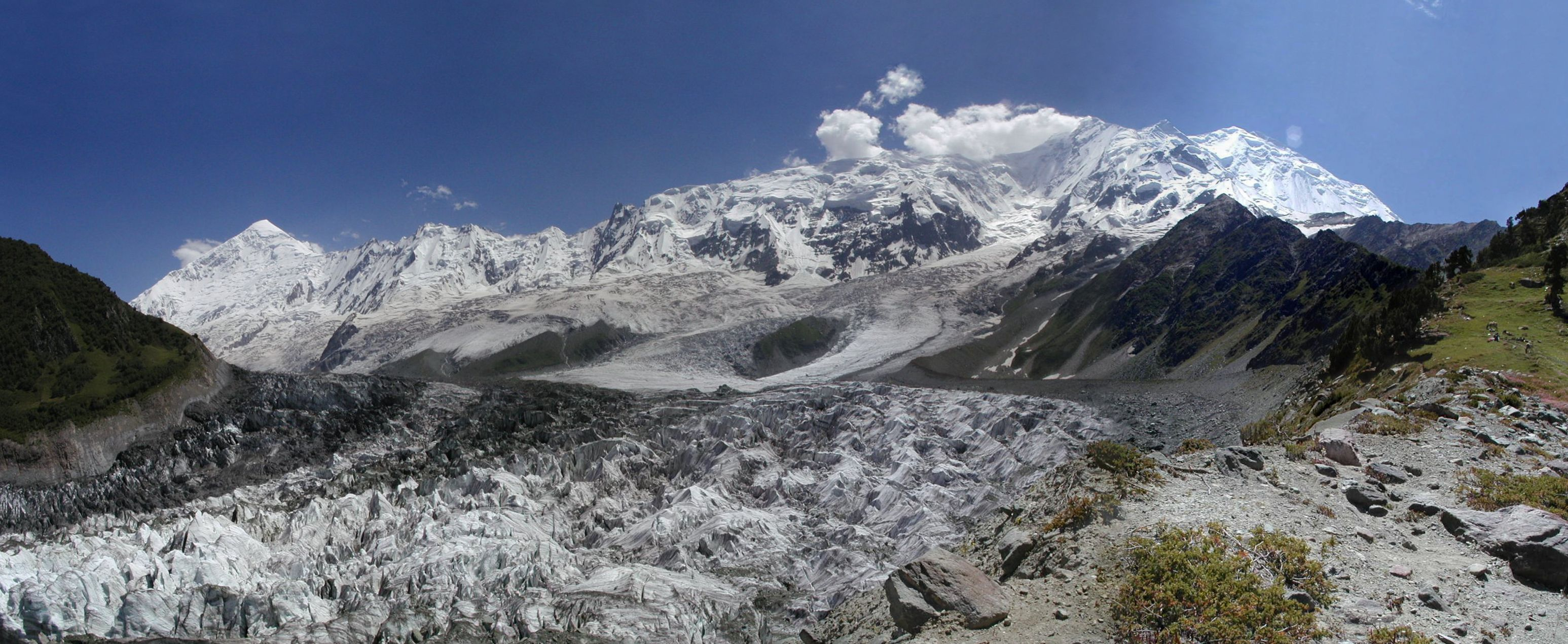
Nordwestteil des Gebirges mit Rakaposhi (rechts) und Diran (links)

- Paraber (6321 m)
- Bilchhar Dobani (6143 m)